# Станнан
Станна́н (тетрагидри́д о́лова, гидри́д олова(IV), оловя́нистый водоро́д, моностанна́н, станномета́н) — бинарное неорганическое химическое соединение олова и водорода. Химическая формула {\displaystyle {\ce {SnH4}}}. Чрезвычайно ядовит.
Как и другие высшие гидриды элементов четвёртой группы (силан {\displaystyle {\ce {SiH4}}}, герман {\displaystyle {\ce {GeH4}}}, плюмбан {\displaystyle {\ce {PbH4}}}), является аналогом метана {\displaystyle {\ce {CH4}}}. Одновалентный радикал {\displaystyle {\ce {-SnH3}}} называется станнил.

## Химические свойства
Очень нестоек. Нацело разлагается водой. На воздухе самовоспламеняется:
{\displaystyle {\ce {SnH4 + 2 O2 -> 2 H2O + SnO2}}}.
Не проявляет кислотных или щелочных свойств.
При взаимодействии с галогенами с взрывом очень большой мощности все атомы водорода замещаются на галоген:
{\displaystyle {\ce {SnH4 + 4Cl2 -> SnCl4 + 4HCl}}}.
Станнан термодинамически неустойчив, при нормальных условиях постепенно разлагается с образованием оловянного зеркала:
{\displaystyle {\ce {SnH4 -> Sn + 2 H2}}}.
Самопроизвольный распад связан с тем, что олово — продукт реакции распада — является её катализатором, то есть реакция распада станнометана (и других гидридов олова) является автокаталитической. При температуре выше +160 °C разлагается со взрывом. Примесь небольшого количества газообразного кислорода (~10 %) стабилизирует станнан, и его можно хранить при комнатной температуре. Разложение ускоряется при контакте с резиной, а также с шероховатыми, металлическими или покрытыми жиром поверхностями.

## Физические свойства
При нормальных условиях станнан является бесцветным тяжёлым газом (плотность 5,4 г/л). Температура кипения −51,8 °C, температура плавления −146 °C. Энергия связи Sn—H равна 297 кДж/моль, длина связи 170 пм. Теплота образования равна −163 кДж/моль.

## Получение
Получается по реакции станнидов с кислотами:
{\displaystyle {\ce {Mg2Sn + 4HCl -> SnH4 ^ + 2MgCl2}}}.
При взаимодействии солей олова с активными металлами в кислой среде:
{\displaystyle {\ce {SnCl2 + 3 Mg + 4HCl -> 3 MgCl2 + SnH4 ^}}}.
При восстановлении хлорида олова(IV) алюмогидридом лития:
{\displaystyle {\ce {SnCl4 + LiAlH4 -> SnH4 ^ + LiCl + AlCl3}}}.
Станнан образуется также при восстановлении солей олова цинком в соляной кислоте. В некоторых из перечисленных реакций образуется также водород, от которого станнан может быть отделён охлаждением до температуры конденсации.
Станнан может образовываться при реакции металлического олова с органическими кислотами. С этим связаны тяжёлые отравления консервированными продуктами, долго хранившимися в лужёных банках.

## Применение
Почти не применяется ввиду своих свойств. Добавляется в сварочный состав в сверхнизких количествах.
Используется как промежуточное сырье при получении оловосодержащих полимеров и других оловоорганических веществ.

## Биологическое воздействие
Сильнейший яд, сравним по токсичности с арсином (мышьяковистым водородом).